# Vodní nádrž Podhora
Vodní nádrž Podhora, označovaná též jako vodárenská nádrž, se nachází na říčce Teplá 4 km západně od města Teplá a 8 km východně od Mariánských Lázní, v katastru obce Ovesné Kladruby.
Podhora začala být budována v roce 1952. Dokončena byla v roce 1956. Vodní dílo je součástí vodohospodářské soustavy Podhora–Mariánské Lázně.

## Účel
Hlavní účel je akumulace vody pro zásobení města Mariánské Lázně a jeho okolí pitnou vodou a zásobování zemědělství užitkovou vodou.

## Hydrologické údaje
Vodní nádrž shromažďuje vodu z povodí o rozloze 19,65 km², ve kterém je dlouhodobý roční průměr srážek 762 milimetrů. Průměrný roční průtok je 0,28 m³/s a neškodný odtok dosahuje 4,5 m³/s.
| N             | 1   | 5    | 10   | 50   | 100  |
| ------------- | --- | ---- | ---- | ---- | ---- |
| Průtok (m³/s) | 5,4 | 10,0 | 12,9 | 22,4 | 22,7 |

## Další fotografie

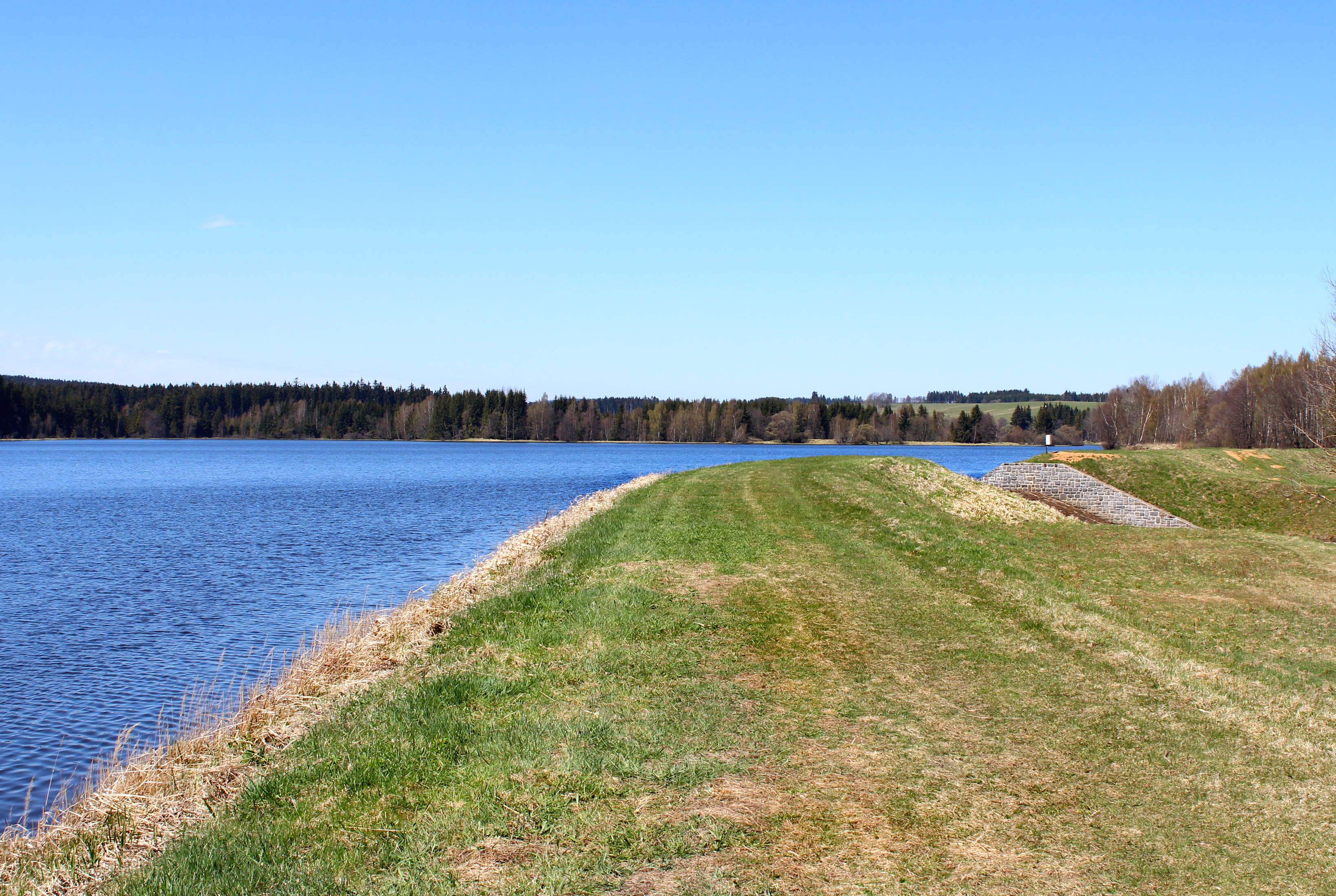
Hráz přehrady
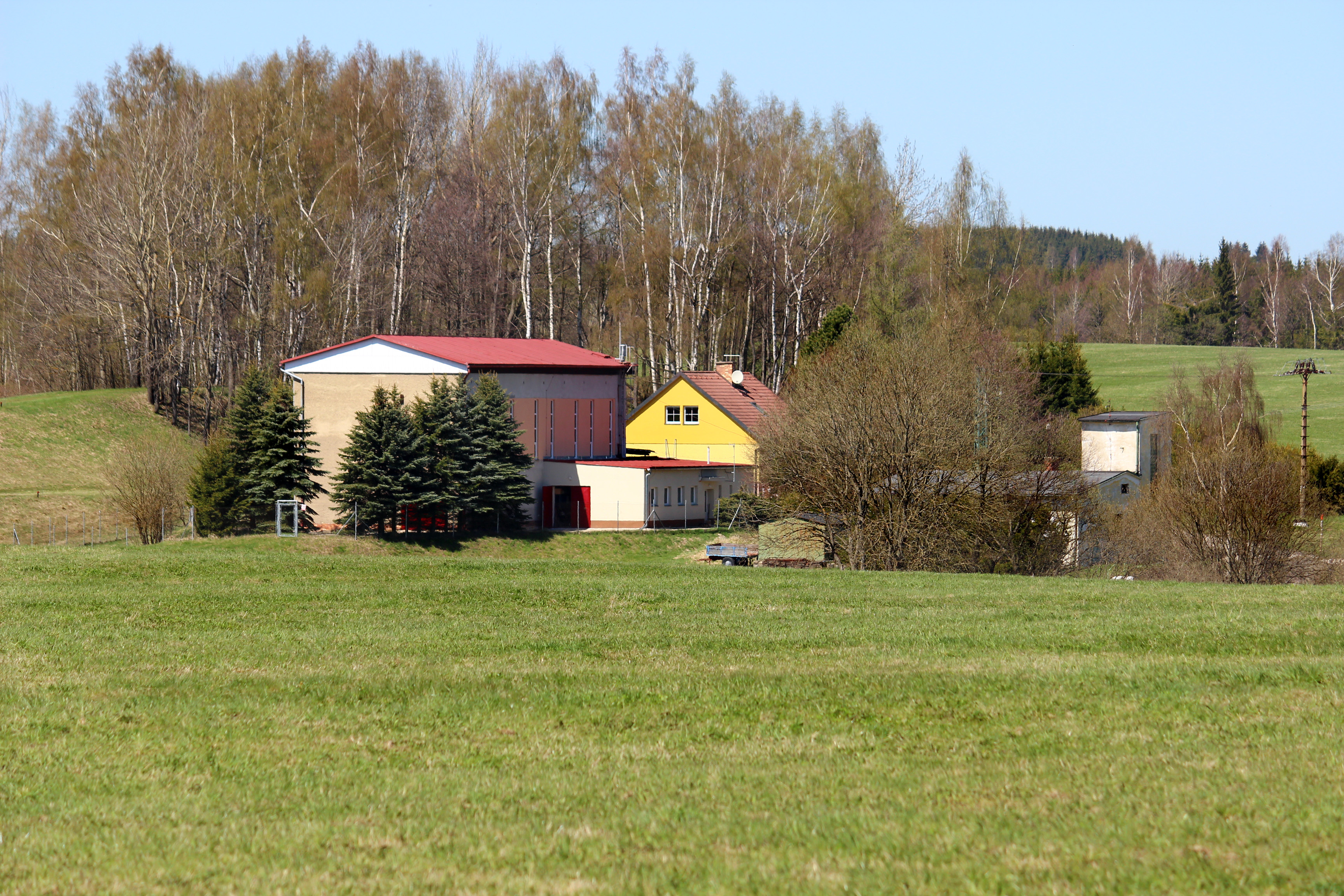
Čerpací stanice
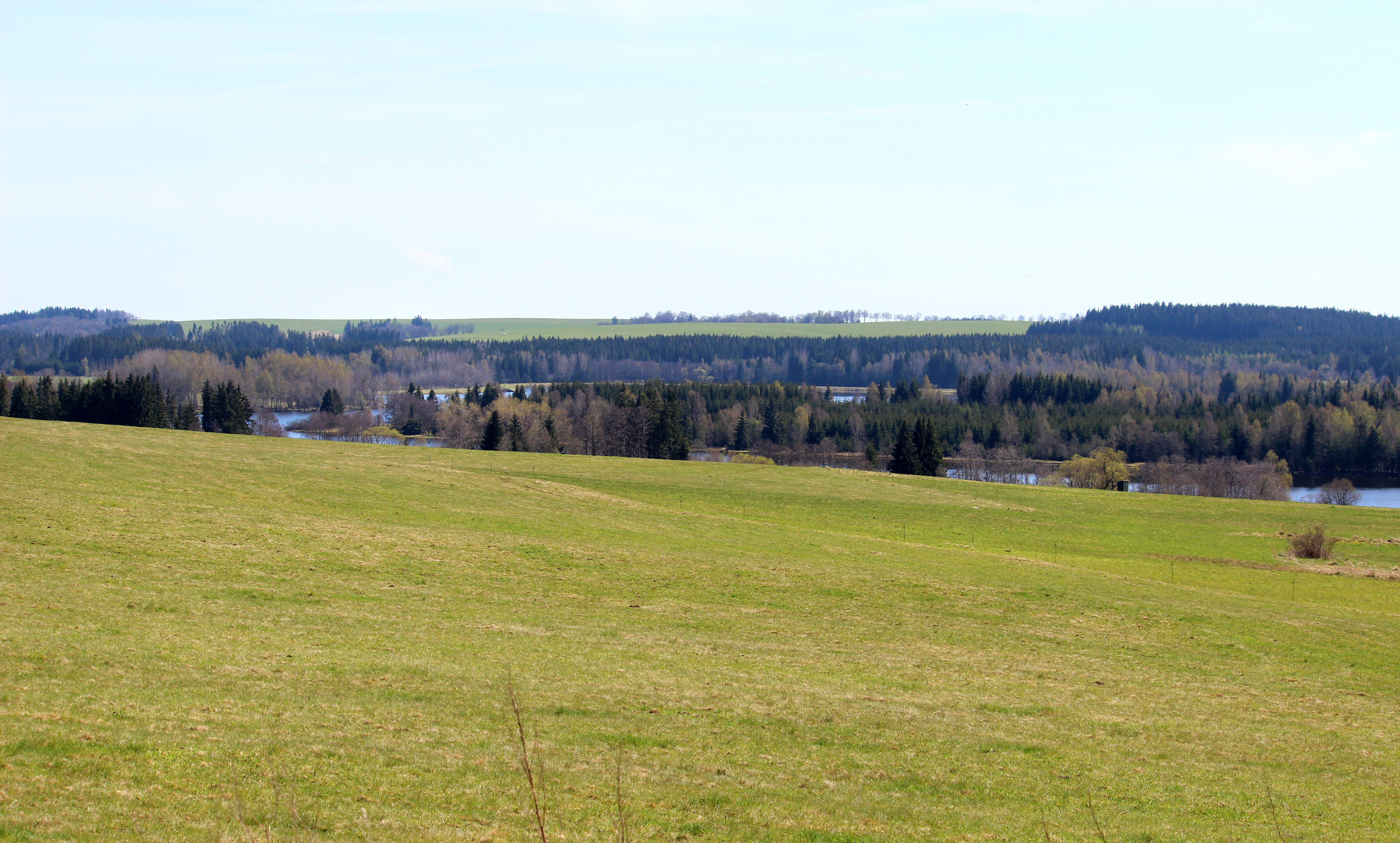
Přehrada od severu